# Midsummer Madness
Midsummer Madness é o título de um filme mudo estadunidense de 1921 dirigido por William C. deMille.

## Sinopse
Julian Osborne é afetado pela loucura de verão quando sua esposa Daisy viaja para visitar o pai doente deixando-o sozinho e ele se vê atraído pelos encantos de Margaret, a esposa negligenciada de seu melhor amigo, Bob Meredith.
Em uma noite em que se deixam levar pelos instintos, Julian e Margaret vão para o chalé nas montanhas dos Meredith mas, quando ela está prestes a ceder ao assédio dele, vê-se tomada de remorsos ao ver numa mesa um retrato da filha; ela então exige que Julian a leve de volta.
Quando Daisy regressa da visita paterna, desconfia do marido com a amiga e os acusa de terem um caso; a fim de poupar sua patroa, a enfermeira Mary Miller que cuida da filha de Margaret tenta assumir a culpa mas esta confessa tudo, fazendo com que o marido Bob perceba o quanto tem negligenciado o casamento.
Com a verdade revelada os dois casais se reconciliam e voltam a ser amigos.

## Elenco
- Jack Holt, como Bob Meredith
- Conrad Nagel, como Julian Osborne
- Lois Wilson, como Margaret Meredith
- Lila Lee, como Daisy Osborne
- Betty Francisco, como Mary Miller
- Claire McDowell, como Mrs. Osborne
- Peaches Jackson, como Peggy Meredith
- Ethel Wales, como Mrs. Hicks
- Charles Ogle, como zelador
- Lillian Leighton, como esposa do zelador
- George Kuwa, como empregado japonês